# سوسک ساقه‌خوار سفید قهوه
سوسک ساقه‌خوار سفید قهوه (نام علمی: Xylotrechus quadripes) نام یک گونه از تیره سوسک‌های شاخک‌دراز است.